# Associació Shams
L'Associació Shams (àrab: جمعية شمس, Jamʿiyya Xams) és una organització tunisiana per defensar els drets del col·lectiu LGBT i altres minories sexuals al país. És una organització no governamental, sense ànim de lucre el nom de la qual deriva del místic sufí Shams Tabrizi i el seu logotip està format per dos dervixos giròvags.

## Fundació i directrius
L'Associació Shams va ser legalment registrada sota la Constitució de Tunísia el 18 de maig de 2015. El focus de l'organització és la despenalització de l'homosexualitat. A la seva pàgina web han publicat un conjunt d'altres objectius com ara:
- Sensibilització sobre malalties de transmissió sexual
- Donar suport les minories sexuals al país oferint ajuda financera, emocional i psicològica.
- Defensar els drets de les minories i proporcionar un entorn segur independentment de la seva orientació sexual o diferència de gènere.

## Incidents i controvèrsia
L'existència de l'Associació Shams ha estat rebuda amb escepticisme pels tunisians. L'homosexualitat està prohibida en l'islam, que és la religió de la majoria a Tunísia. Diverses figures públiques es van oposar a l'existència d'un grup d'activistes LGBT al país.
Tal com afirma l'article 230 del codi penal de Tunísia, l'homosexualitat és un delicte punible i la gent acusada pot enfrontar-se a tres anys de presó.
Les autoritats acusen a la gent de sodomia sense proves adequades i els obliguen a realitzar proves anals que no tenen rellevància mèdica. Al desembre de 2015, es va produir una controvèrsia a diversos mitjans de comunicació locals i, posteriorment, es va presentar un cas contra l'organització per part de Kamel Hedhili, el cap del procés judicial estatal. El govern va declarar que Shams està violant la llei d'associació del país i que es desviava del seu curs principal. Les activitats de l'ONG van ser suspeses durant un mes complet a partir del 4 de gener de 2016 per un decret del Tribunal de Primera Instància de Tunísia. Un dels fundadors i principals activistes LGBT de l'organització Ahmed Ben Amor va patir assetjament i amenaces de mort per compartir obertament els seus punts de vista i fent campanya per a l'ONG a la televisió tunisiana.
Després de la controvèrsia, els supermercats i els espais públics van prohibir l'entrada d'homosexuals a les seves instal·lacions. El signe «No es permeten homosexuals» es va posar en diferents barris de Tunis.
El 2017 es va crear Ràdio Shams per ajudar a donar veu al col·lectiu LGBT a l'Orient Mitjà. El fundador va rebre 4.000 amenaces de mort en les dues primeres setmanes de funcionament. El mateix any va rebre una medalla de la vila de París i també va treure la publicació online Shams Mag en francès, anglès i àrab.